# Guillaume II de Rarogne
Guillaume II de Rarogne, né en 1381 et mort le 5 septembre 1428, est évêque de Sion entre 1402 et 1417.

## Biographie
Il est membre de la famille de Rarogne, qui a donné quatre évêques de Sion.
En 1417, la Rébellion de Rarogne éclate et Guillaume II est obligé de fuir le canton du Valais.

## Source
- Article Guillaume II de Rarogne dans le Dictionnaire historique de la Suisse en ligne.